# Aristide Bègue
Pour les articles homonymes, voir Bègue.
Aristide Bègue, né le 16 août 1994 à Beauvais (Oise), est un biathlète français. Sa sœur Myrtille fait elle aussi partie de l'équipe de France de biathlon.

## Biographie
Il habite à Font-Romeu (Pyrénées Orientales) et s'entraine au CREPS CNEA. 
Non sélectionné en Équipe de France depuis au printemps 2018, il est entrainé par quelques proches. Son père (coach de tir) et ses amis Vincent(coach ski), Nicolas (préparateur physique) et Gregory (préparateur physique). Il fait partie des athlètes du CREPS CNEA de Font-Romeu.

## Carrière
Après des débuts prometteurs dans les catégories jeunes et juniors, couronné de plusieurs titres et médailles aux mondiaux entre 2012 et 2015, il intègre l'équipe de France B de biathlon et effectue l'essentiel de sa carrière en IBU Cup, de 2015 à 2020. Il fait sa première apparition en Coupe du monde le 15 décembre 2016, quelques jours après avoir gagné la poursuite de Ridnaun-Val Ridanna en IBU Cup. Il marque son premier et unique point en Coupe du monde en décembre 2018 (40e du sprint d'Hochfilzen), lors de sa meilleure saison en sénior. Il termine 3e au classement général de l'IBU Cup 2018-2019.
Il met un terme à sa carrière de biathlète en 2020 et s'installe ensuite comme maraicher.

## Palmarès

### Coupe du monde
- Meilleur classement général : 99e en 2019.
- Meilleur résultat individuel : 40e.

#### Classements en Coupe du monde
| Saison    | Classement général final | Individuel | Sprint | Poursuite | Mass start |
| 2016-2017 | nc                       |            | nc     |           |            |
|           |                          |            |        |           |            |
| 2018-2019 | 99e                      |            | 89e    | nc        |            |

### Championnats d'Europe
- Médaille de bronze du relais simple mixte en 2019.

### Catégorie Jeunes

#### 2012
- Champion du monde jeune de l'individuel 12,5 km  à Kontiolahti (FIN)
- Champion du monde jeune de relais à Kontiolathi (FIN)
- Médaillé de bronze de sprint aux Jeux olympiques de la jeunesse (JOJ) à Innsbruck (AUT).
- Médaillé de bronze de relais aux Jeux olympiques de la jeunesse (JOJ) à Innsbruck (AUT)

#### 2013
- Champion du monde jeune de l'individuel 12,5 km à Obertilliach (AUT)
- Médaillé de bronze de relais aux Championnats du monde jeune à Obertillaich (AUT)

### Catégorie Junior

#### 2014
- Vice-champion du monde junior de l'individuel 15 km à Presque Isle (USA)
- Vice-champion du monde junior de relais à Presque Isle (USA)

#### 2015
- Champion du monde junior de l'individuel 15 km à Raubichi (BLR)
- Médaillé de bronze de relais aux Championnats du monde junior à Raubichi (BLR)
- Champion d'Europe junior de l'individuel 15 km à Otepää (EST)
- Vice-champion d'Europe junior de relais mixte à Otepää (EST)

### IBU Cup
3e du classement général de l'IBU Cup en 2019.
- 7 podiums, dont 4 victoires.